# Доролцу
Доролцу (рум. Dorolțu) — село у повіті Клуж в Румунії. Входить до складу комуни Агірешу.
Село розташоване на відстані 346 км на північний захід від Бухареста, 24 км на захід від Клуж-Напоки.

## Населення
За даними перепису населення 2002 року у селі проживали 103 особи, усі — угорці. Усі жителі села рідною мовою назвали угорську.